# 穆罕默德·阿扎姆·汗·斯瓦蒂
穆罕默德·阿扎姆·汗·斯瓦蒂（1948年6月22日—）是一位巴基斯坦政治家和商人，曾在2020年至2022年担任巴基斯坦禁毒部和铁道部部长。他是当选的巴基斯坦正义运动党高级副主席。斯瓦蒂在美国期间拥有一家连锁店，曾是巴基斯坦裔美国国会议员，在备受瞩目的慈善活动中发挥着重要作用。
他出生在曼瑟拉县的一个普什图人家庭。1979年为了躲避齐亚·哈克而来到美国，成为美国公民。2001年放弃美国国籍后，于2002年回到巴基斯坦继续从政。2003年成为巴基斯坦参议院议员，但于2011年辞职，加入巴基斯坦正义运动党(PTI)。 斯瓦提曾在巴基斯坦最高法院无情地追查麦加朝觐腐败案，最终迫使政府解雇了前宗教事务部长哈密·沙益·卡兹米的职务。2018年巴基斯坦参议院选举时，他再次当选为PTI的参议员。
他于2019年4月18日至2020年4月6日在伊姆兰·汗总理的内阁中担任议会事务部部长。